# Acis trichophylla
Acis trichophylla är en amaryllisväxtart som beskrevs av George Don jr. Acis trichophylla ingår i släktet Acis och familjen amaryllisväxter. Inga underarter finns listade i Catalogue of Life.

## Bildgalleri

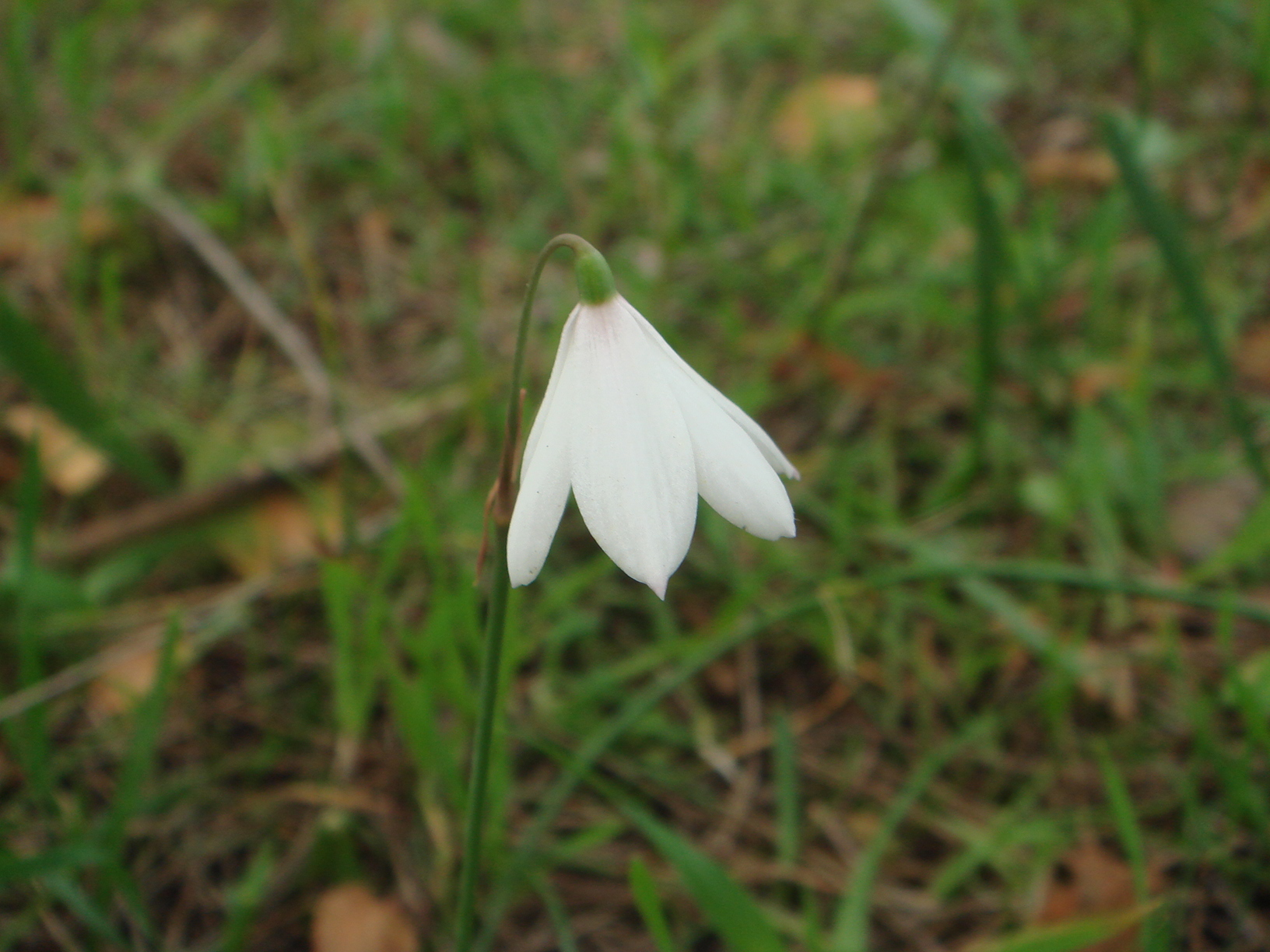